# The Weather Girls
The Weather Girls is een Amerikaanse meidengroep in het discogenre.

## Geschiedenis

### Jaren 70 en 80
The Weather Girls werden in 1976 opgericht als Two Tons O' Fun en als achtergrondzangeressen bij Sylvester. Ze zongen onder meer samen op de single You Make Me Feel (Mighty Real). De groep bestond initieel uit Martha Wash en Izora Armstead (1942-2004) ; in 1980 hadden ze een hit met Earth Can Be Just Like Heaven. In 1982 hernoemden ze zich tot The Weather Girls, en in 1983 volgde de discohit-klassieker It's Raining Men en I'm Gonna Wash That Man Right Outa My Hair. 
In 1989 werd de groep ontbonden; Martha Wash begon aan een solocarrière en bracht in 2019 de single Like Fire uit als voorbode van haar derde album Love & Conflict.  

### Jaren 90-heden
In 1991 maakten The Weather Girls een doorstart; ditmaal in een bezetting van Izora Armstead en haar dochter Dynelle Rhodes.  
Deze nieuwe Weather Girls traden vooral in Duitsland op. 
Izora Armstead overleed in 2004. Haar plaats werd ingenomen door Ingrid Arthur die in 2012 de groep terug verliet. Sindsdien bestaat de groep uit Dorrey Lin Lyles en Dynelle Rhodes. In 2018 werd de single We Need Love uitgebracht. In 2019 traden The Weather Girls op als gast bij De Toppers.

## Discografie
| Single met eventuele hitnotering(en) in de Nederlandse Top 40 | Datum van verschijnen | Datum van binnenkomst | Hoogste positie | Aantal weken | Opmerkingen |
| ------------------------------------------------------------- | --------------------- | --------------------- | --------------- | ------------ | ----------- |
| It's Raining Men                                              | 1983                  | 12-11-1983            | 31              | 4            |             |

### NPO Radio 2 Top 2000
| Nummer met noteringen in de NPO Radio 2 Top 2000 | '99 | '00 | '01 | '02 | '03 | '04  | '05  | '06  | '07  | '08  | '09  | '10  | '11  | '12  | '13  | '14  | '15  | '16  | '17  | '18  | '19  | '20  | '21  | '22  | '23  | '24  |
| ------------------------------------------------ | --- | --- | --- | --- | --- | ---- | ---- | ---- | ---- | ---- | ---- | ---- | ---- | ---- | ---- | ---- | ---- | ---- | ---- | ---- | ---- | ---- | ---- | ---- | ---- | ---- |
| It's Raining Men                                 | 376 | 727 | 655 | 708 | 943 | 1032 | 1130 | 1020 | 1389 | 1068 | 1551 | 1347 | 1231 | 1398 | 1366 | 1095 | 1355 | 1709 | 1729 | 1923 | 1540 | 1691 | 1723 | 1923 | 1725 | 1724 |

1. ↑  Een vetgedrukt getal geeft de hoogste notering aan.